# Olympische Sommerspiele 2016/Teilnehmer (Libyen)
| Gelbes Symbol für Goldmedaillen mit stilisierten Olympischen Ringen | Graues Symbol für Silbermedaillen mit stilisierten Olympischen Ringen | Braundes Symbol für Bronzemedaillen mit stilisierten Olympischen Ringen |
| ------------------------------------------------------------------- | --------------------------------------------------------------------- | ----------------------------------------------------------------------- |
| —                                                                   | —                                                                     | —                                                                       |

Libyen nahm an den Olympischen Spielen 2016 in Rio de Janeiro teil. Es war die insgesamt elfte Teilnahme an Olympischen Sommerspielen. Das Libysche Olympische Komitee nominierte sieben Athleten in sechs Sportarten.

## Teilnehmer nach Sportarten

### Bogenschießen
| Athleten      | Wettbewerb | Qualifikation | Qualifikation | 1. Runde      | 1. Runde    | 2. Runde      | 2. Runde      | Achtelfinale  | Achtelfinale  | Viertelfinale | Viertelfinale | Halbfinale    | Halbfinale    | Finale        | Finale        | Rang |
| Athleten      | Wettbewerb | Ringe         | Rang          | Gegner        | Ergebnis    | Gegner        | Ergebnis      | Gegner        | Ergebnis      | Gegner        | Ergebnis      | Gegner        | Ergebnis      | Gegner        | Ergebnis      | Rang |
| ------------- | ---------- | ------------- | ------------- | ------------- | ----------- | ------------- | ------------- | ------------- | ------------- | ------------- | ------------- | ------------- | ------------- | ------------- | ------------- | ---- |
| Männer        |            |               |               |               |             |               |               |               |               |               |               |               |               |               |               |      |
| Ali El-Ghrari | Einzel     | 568           | 63            | Brady Ellison | 0–6 (70:89) | ausgeschieden | ausgeschieden | ausgeschieden | ausgeschieden | ausgeschieden | ausgeschieden | ausgeschieden | ausgeschieden | ausgeschieden | ausgeschieden | 33   |

### Judo
| Männer                    |           |           |             |               |               |               |               |               |               |               |               |    |
| Mohamed Elhadi El-Kawisah | bis 60 kg | Y. Smetov | 000s2:100s1 | ausgeschieden | ausgeschieden | ausgeschieden | ausgeschieden | ausgeschieden | ausgeschieden | ausgeschieden | ausgeschieden | 17 |

### Leichtathletik
Laufen und Gehen 
| Athleten       | Wettbewerb | Runde 1 | Runde 1 | Halbfinale | Halbfinale | Finale    | Finale | Rang |
| Athleten       | Wettbewerb | Zeit    | Rang    | Zeit       | Rang       | Zeit      | Rang   | Rang |
| -------------- | ---------- | ------- | ------- | ---------- | ---------- | --------- | ------ | ---- |
| Männer         |            |         |         |            |            |           |        |      |
| Mohammed Hariz | Marathon   | –       | –       | –          | –          | 2:21:17 h | 77     | 77   |

### Rudern
| Athleten           | Wettbewerb | Vorlauf     | Vorlauf | Vorlauf       | Hoffnungslauf | Hoffnungslauf | Hoffnungslauf | Viertelfinale | Viertelfinale | Viertelfinale | Halbfinale  | Halbfinale | Halbfinale    | Finale      | Finale | Rang |
| Athleten           | Wettbewerb | Zeit        | Platz   | Qualifikation | Zeit          | Platz         | Qualifikation | Zeit          | Platz         | Qualifikation | Zeit        | Platz      | Qualifikation | Zeit        | Platz  | Rang |
| ------------------ | ---------- | ----------- | ------- | ------------- | ------------- | ------------- | ------------- | ------------- | ------------- | ------------- | ----------- | ---------- | ------------- | ----------- | ------ | ---- |
| Männer             |            |             |         |               |               |               |               |               |               |               |             |            |               |             |        |      |
| Al-Hussein Gambour | Einer      | 7:43,85 min | 5       | Hoffnungslauf | 7:45,09 min   | 4             | Halbfinale E  | –             | –             | –             | 8:13,17 min | 4          | F-Finale      | 7:41,77 min | 2      | 32   |

### Schwimmen
| Athleten         | Wettbewerb    | Vorlauf     | Vorlauf | Halbfinale    | Halbfinale    | Finale        | Finale        | Rang |
| Athleten         | Wettbewerb    | Zeit        | Rang    | Zeit          | Rang          | Zeit          | Rang          | Rang |
| ---------------- | ------------- | ----------- | ------- | ------------- | ------------- | ------------- | ------------- | ---- |
| Frauen           |               |             |         |               |               |               |               |      |
| Daniah Hagul     | 100 m Brust   | 1:25,47 min | 44      | ausgeschieden | ausgeschieden | ausgeschieden | ausgeschieden | 44   |
| Männer           |               |             |         |               |               |               |               |      |
| Ahmed Attellesey | 50 m Freistil | 23,89 s     | 53      | ausgeschieden | ausgeschieden | ausgeschieden | ausgeschieden | 53   |

### Taekwondo
| Athleten      | Wettbewerb       | Achtelfinale   | Achtelfinale | Viertelfinale | Viertelfinale | Hoffnungsrunde Halbfinale | Hoffnungsrunde Halbfinale | Halbfinale    | Halbfinale    | Hoffnungsrunde Finale | Hoffnungsrunde Finale | Finale        | Finale        | Rang          |
| Athleten      | Wettbewerb       | Gegner         | Ergebnis     | Gegner        | Ergebnis      | Gegner                    | Ergebnis                  | Gegner        | Ergebnis      | Gegner                | Ergebnis              | Gegner        | Ergebnis      | Rang          |
| ------------- | ---------------- | -------------- | ------------ | ------------- | ------------- | ------------------------- | ------------------------- | ------------- | ------------- | --------------------- | --------------------- | ------------- | ------------- | ------------- |
| Männer        |                  |                |              |               |               |                           |                           |               |               |                       |                       |               |               |               |
| Yousef Shriha | Klasse bis 58 kg | Carlos Navarro | 9:23         | ausgeschieden | ausgeschieden | ausgeschieden             | ausgeschieden             | ausgeschieden | ausgeschieden | ausgeschieden         | ausgeschieden         | ausgeschieden | ausgeschieden | ausgeschieden |